# La Vall d'en Bas
La Vall d'en Bas (em catalão e oficialmente) ou Vall de Bas (em castelhano) é um município da Espanha na comarca da Garrotxa, província de Girona, comunidade autónoma da Catalunha. Tem 90,7 km² de área e em 2021 tinha 3 115 habitantes (densidade: 34,3 hab./km²).

## Demografia
| Variação demográfica do município entre 1991 e 2004[carece de fontes?] | Variação demográfica do município entre 1991 e 2004[carece de fontes?] | Variação demográfica do município entre 1991 e 2004[carece de fontes?] | Variação demográfica do município entre 1991 e 2004[carece de fontes?] |
| ---------------------------------------------------------------------- | ---------------------------------------------------------------------- | ---------------------------------------------------------------------- | ---------------------------------------------------------------------- |
| 1991                                                                   | 1996                                                                   | 2001                                                                   | 2004                                                                   |
| 2531                                                                   | 2542                                                                   | 2529                                                                   | 2591                                                                   |